# Vasile Tarlev
Vasile Petru Tarlev (Bașcalia, 6 ottobre 1963) è un politico moldavo, è stato anche Primo ministro della Moldavia per due mandati dal 19 aprile 2001 il primo, mentre il secondo dal 19 aprile 2005 fino al 20 marzo 2008; appartiene al Partito dei Comunisti della Repubblica di Moldavia.
Nasce da una famiglia di cultura bulgara e dopo aver frequentato le scuole nel suo paese natale frequenta la facoltà di Tecnologia presso l'Istituto Politecnico "Serghei Lazo" di Chișinău dove si laurea nel 1990